# Mesochorus bicolor
Mesochorus bicolor är en stekelart som beskrevs av Schwenke 1999. Mesochorus bicolor ingår i släktet Mesochorus och familjen brokparasitsteklar. Inga underarter finns listade i Catalogue of Life.